# 4981 Sinyavskaya

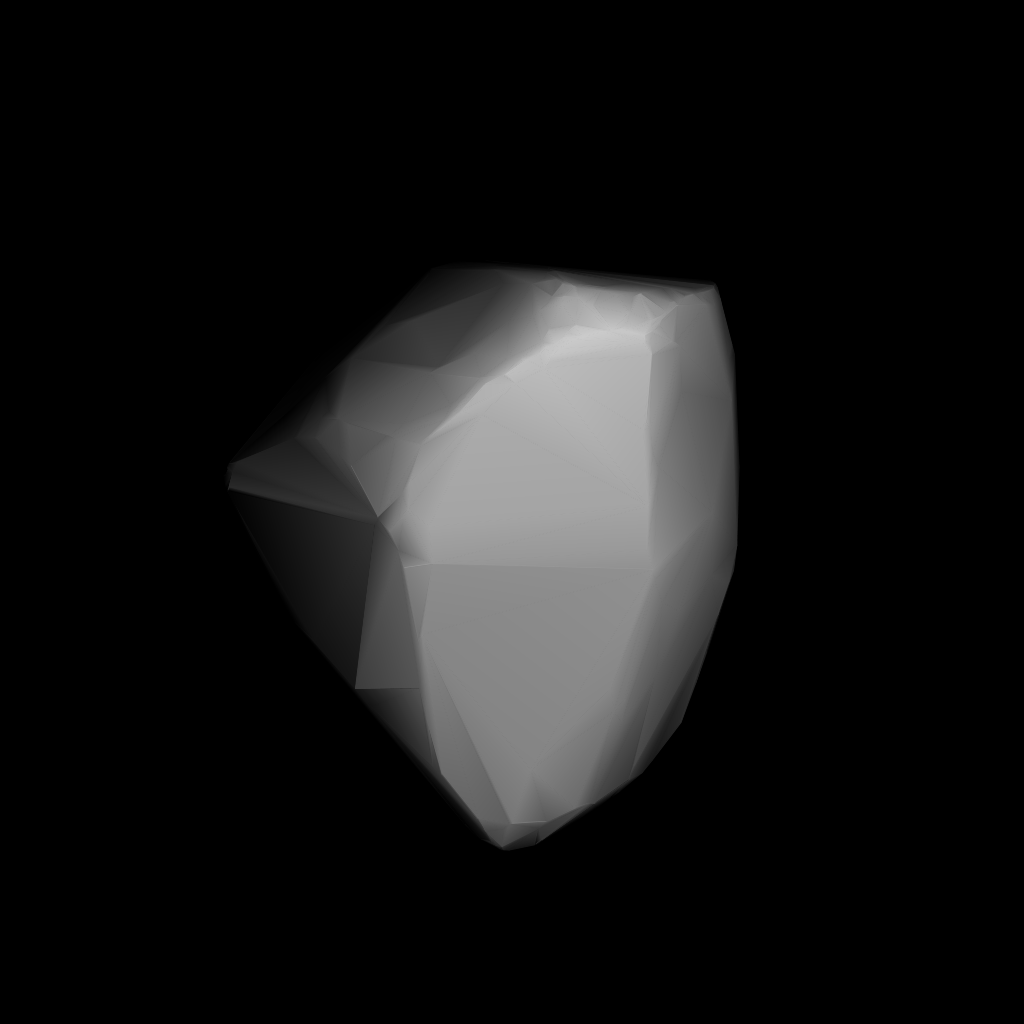
Modello 3D dell'asteroide, creato nel 1981.

4981 Sinyavskaya è un asteroide della fascia principale. Scoperto nel 1974, presenta un'orbita caratterizzata da un semiasse maggiore pari a 2.873611562259759 UA e da un'eccentricità di 0.0818424518814334, inclinata di 2.703357691811447° rispetto    all'eclittica.